# Сергеј Иванов (сликар)
Сергеј Васиљевич Иванов (рус. Серге́й Васи́льевич Ивано́в; 1864 – 1910) био је руски сликар. Познат је по соцреалистичним сликарским радовима.

## Биографија
Његов отац је био порезник у Царинској служби. Показао је рани таленат за уметност, али му се отац противио да то не би био сигуран начин за живот, па је са једанаест година уписан на институту под именом Константиновски геодетски институт.
Институт му није био по вољи и био је равнодушан за студије, па је породични пријатељ, уметник аматер, подстакао његовог оца да га пошаље у Московску школу за сликарство, вајарство и архитектуру (МСПСА). Уз препоруку Василија Перова, он је 1878. године тамо почео да врши ревизију наставе; учећи код Илариона Прјашњикова и Евграфа Сорокина.
Одатле је отишао 1882. године да би похађао Империјалну академију уметности. Незадовољство школском управом и финансијске тешкоће приморале су га да се 1884. године врати у Москву. Вратио се на МСПСА и дипломирао 1885.
У то време је почео да ради на серији слика посвећених процесу пресељења сељака у удаљена, празна подручја (углавном у Сибиру) у покушају да се ублажи пренасељеност у селима након реформе еманципације 1861. Пресељење је често било веома напорно и многи су умрли на путу. Од 1885. до 1889. обишао је покрајине Самару, Саратов, Астрахан и Оренбург, документујући животе миграната. Уследила је серија о осуђеницима. Средином 1890-их Иванов је почео да се фокусира на историјска дела.
Године 1899. постао је члан Передвижника, али је убрзо био незадовољан њиховим истицањем „љупких сцена“. Године 1903. био је један од оснивача „Союз русских художников“ (Савез руских уметника), привремено замењујући познатије „Мир Искуства “. Царска академија га је 1905. прогласила за „Академика“. Касније те године, током Московског устанка, направио је бројне скице док је такође помагао рањеницима.
Од 1903. до 1910. предавао је у МСПСА.
Био је познат и као илустратор; креирање цртежа за класике Гогоља, Љермонтова и Пушкина, између осталих. Умро је од срчаног удара на својој дачи близу реке Јахрома.

## Галерија
- Савет Уветића
- Сељак напушта свог властелина на Јуријев дан
- Стрелци
- Стража на јужној граници Московије
- Земски Собор